# Le Vertige du plaisir
Pour plus de détails, voir Fiche technique et Distribution.
Le Vertige du plaisir (titre original : Pleasure Mad) est un film muet américain réalisé par Reginald Barker et sorti en 1923.

## Synopsis
Hugh Benton gagne de l'argent, déménage avec sa famille en ville et trouve de la compagnie auprès d'une femme plus jeune. Il divorce de sa femme et encourage ses enfants à quitter la maison. Finalement, lorsqu'il est impliqué dans une fusillade, il réalise la loyauté de sa femme et revient vers elle.

## Fiche technique
- Titre : Le Vertige du plaisir
- Titre original : Pleasure Mad
- Réalisation : Reginald Barker
- Scénario : A.P. Younger, d'après le roman The Valley of Content de Blanche Upright
- Photographie : Norbert Brodine, Alvin Wyckoff
- Pays de production :  États-Unis
- Format : Noir et blanc — 35 mm — 1,33:1 — Muet
- Durée : 80 minutes
- Date de sortie : 
  - États-Unis : 5 novembre 1923

## Distribution
- Huntley Gordon : Hugh Benton
- Mary Alden : Marjorie Benton
- Norma Shearer : Elinor Benton
- William Collier Jr. : Howard Benton
- Winifred Bryson : Geraldine de Lacy
- Ward Crane : David Templeton
- Frederick Truesdell : John Hammond
- Joan Standing : Hulda